# Gobelsburg (Herrschaft)
Die Herrschaft Gobelsburg war eine Grundherrschaft im Viertel ober dem Manhartsberg im Erzherzogtum Österreich unter der Enns, dem heutigen Niederösterreich.

## Ausdehnung
Die Herrschaft, zu der auch die Gülte Kammern, Hadersdorf und Engabrunn zählten sowie auch das Stift Allerheiligen (im südöstlichen Waldviertel), umfasste zuletzt die Ortsobrigkeit über Gobelsburg, Zeiselberg, Neustift, Hadersdorf und Kammern. Der Sitz der Verwaltung befand sich im Schloss Gobelsburg.

## Geschichte
Letzter Inhaber der Stiftsherrschaft war Augustin Steininger, in seiner Funktion als Abt des Zisterzienserstiftes Zwettl, als diese infolge der Reformen 1848/1849 aufgelöst wurde.